# Halfter
Das Halfter (auch Kapson) ist ein gebissloser Ausrüstungsgegenstand, der zum Führen und Anbinden eines Tieres dient. Ein Halfter besteht aus einem Genickstück, Backenstücken und einem um die Nase oberhalb der Nüstern verlaufenden Band. Manche Halftertypen haben zusätzlich Kehlriemen und ein Verbindungsstück zwischen Nasenband und Kehlriemen. Halfter werden meistens aus Leder oder Gurt gefertigt. Wenn Zügel am Halfter befestigt werden, kann man mit dem Halfter, je nach Temperament des Tieres, auch reiten.
Ein Halfter im Sinne dieses Artikels ist nicht zu verwechseln mit dem im Pferdesport verwendeten Begriff Reithalfter, das ein Bestandteil des Zaumzeugs ist und dazu dient, den Zügeldruck auf den Nasenrücken zu verteilen.

## Stallhalfter
Die am häufigsten verwendete Form des Halfters ist das Stallhalfter. Ein Stallhalfter sitzt lose und ist aus breiten, stabilen Riemen gefertigt, damit es für das Pferd bequem getragen werden kann und beim Fressen nicht stört.
Das Stallhalfter wird dem Tier um den Kopf gelegt und mit einem Panikhaken mit dem Führstrick verbunden. So wird es von der Weide geholt oder aus dem Stall geführt. Mit dem Strick wird es mit einem Anbindeknoten angebunden, beispielsweise zum Putzen oder zur Hufpflege. Auf der Weide und in der Box wird das Halfter meistens abgenommen, damit das Tier sich damit nirgends festhängen kann.

## Reiten

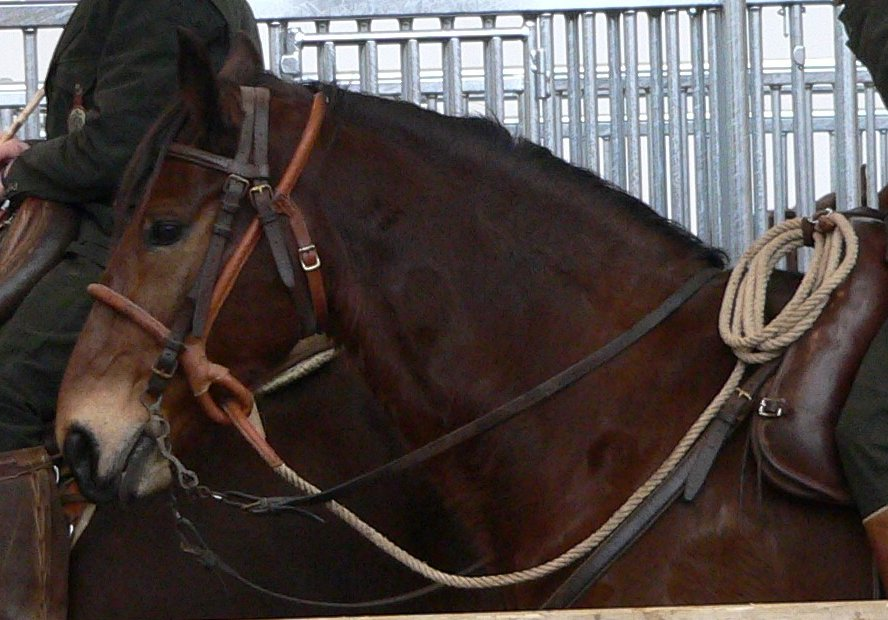
Maremmano mit Trense und Halfter

Beim Reiten von Pferden und Maultieren wird üblicherweise ein Zaumzeug verwendet.
Zum Wanderreiten gibt es jedoch auch Halfter (Wanderreit-Halfter), die unter dem normalen Trensenzaum angelegt werden können, um das Reittier bei kurzen Pausen leicht anbinden zu können. Zum Fressen und bei langen Pausen kann man den darüber getragenen Trensenzaum einfach abnehmen. Unterwegs wird der Strick am Sattel befestigt.
Auch die Hirten der Maremma haben für ihr Arbeitspferd, das Maremmano, ein Halfter entwickelt, das unter der Trense getragen wird und das zum Anbinden des Pferdes dient.

## Knotenhalfter

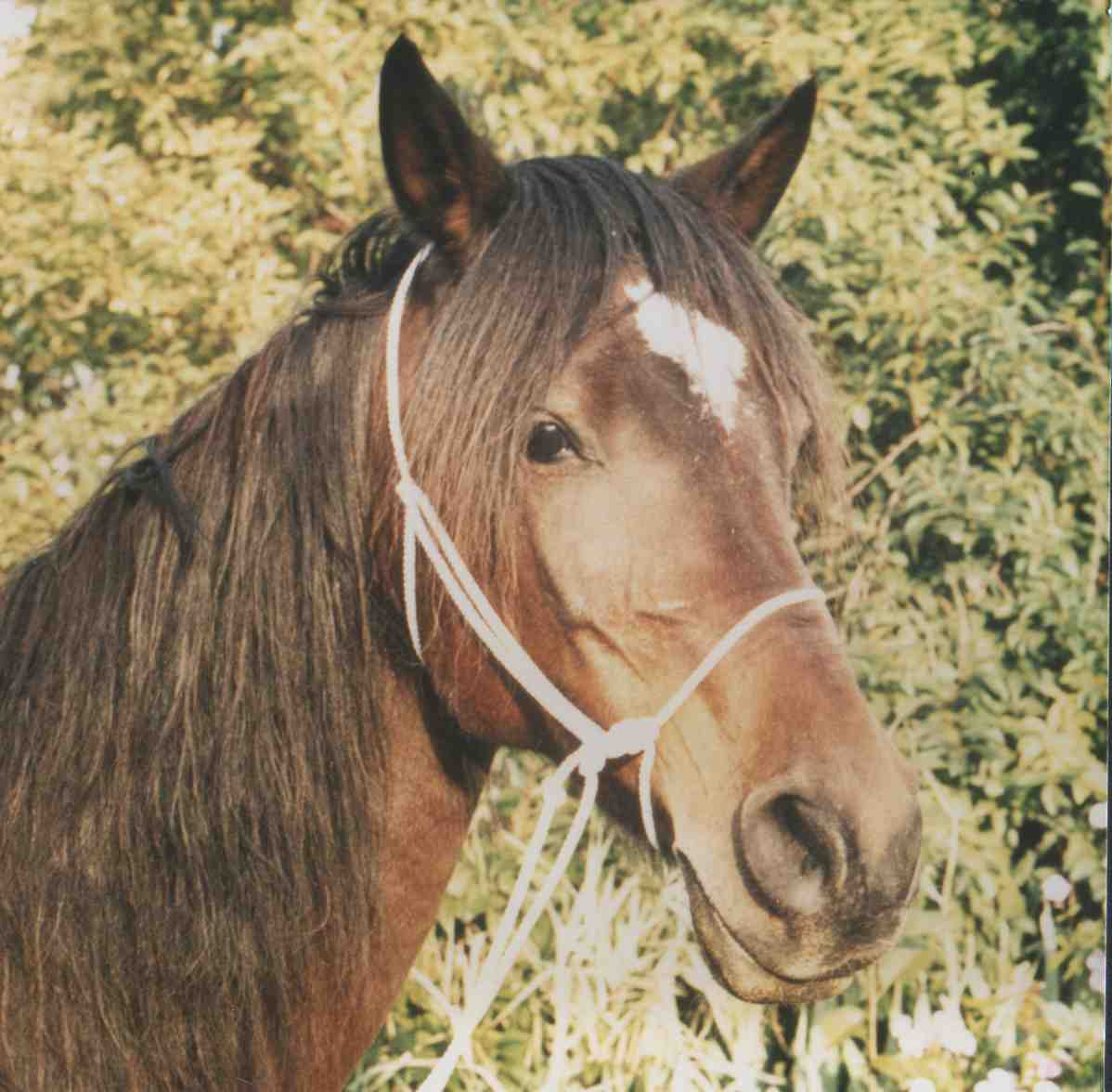
Knotenhalfter

Knotenhalfter werden seit Jahrhunderten zum Führen, Reiten und für die Bodenarbeit mit Pferden verwendet.
Ein Knotenhalfter dient als leichter Ersatz für ein Stallhalfter beim Führen und bei der Bodenarbeit. Es wird aus einem einzigen langen Seil geknotet, wobei oft der Fiadorknoten Verwendung findet. Ein Knotenhalfter ist meist auf Maß gefertigt, da die Knoten schwer verstellbar sind. Beim Anbinden ist immer ein bei Panik leicht lösbarer Anbindeknoten zu verwenden.
Mit zwei Schlaufen links und rechts und Zügeln kann das Knotenhalfter auch zum Reiten verwendet werden. Die Knoten sitzen an sensiblen Punkten am Pferdekopf, daher ist die Einwirkung auf das Tier stärker als bei einem für das Reiten wenig geeigneten Stallhalfter. Dabei wird meist „am langen Zügel“ geritten.
Beim Wanderreiten wird das Knotenhalfter gleichermaßen zum Reiten, Führen und Anbinden genutzt. Hier sind Halfter, Zügel und Anbindestrick aus einem Stück Seil geknotet. Unterwegs hängt das freie Ende des Anbindestricks wie ein Lasso aufgerollt am Sattel. Zum Führen oder Anbinden wird der Zügel über das Sattelhorn gelegt und der Anbindestrick fest an einem Balken oder verschiebbar an einer zwischen zwei Bäumen gespannten Anbindeleine befestigt.

Wappen der Stadt Haltern am See

## Wappen
Wappenwesen: Das Wappen der Stadt Haltern am See zeigt ein stilisiertes Halfter auf blauem Grund. Diese Figur findet sich auch in Korntal-Münchingen.

## Beispiele

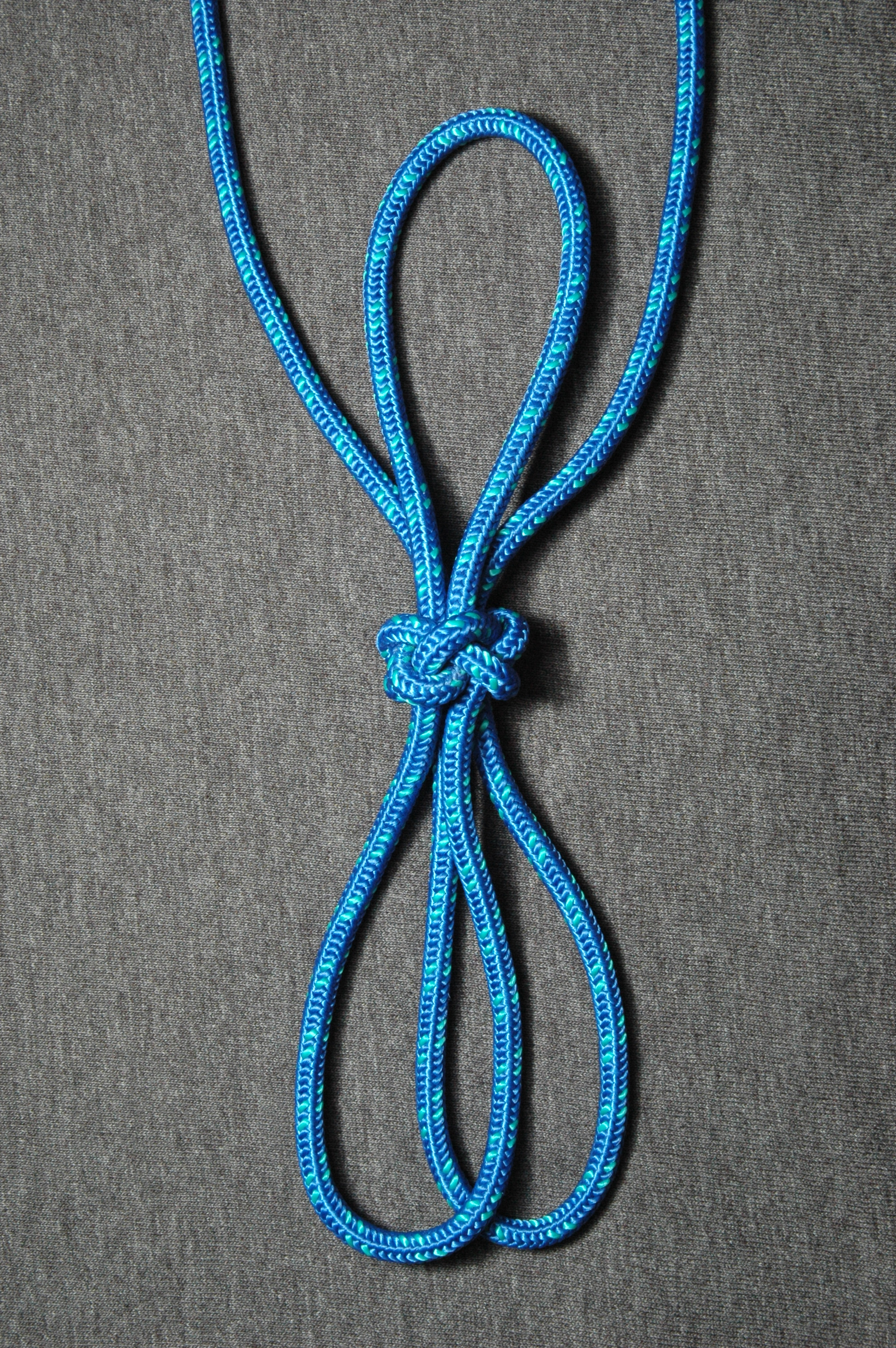
Fiadorknoten für Knotenhalfter
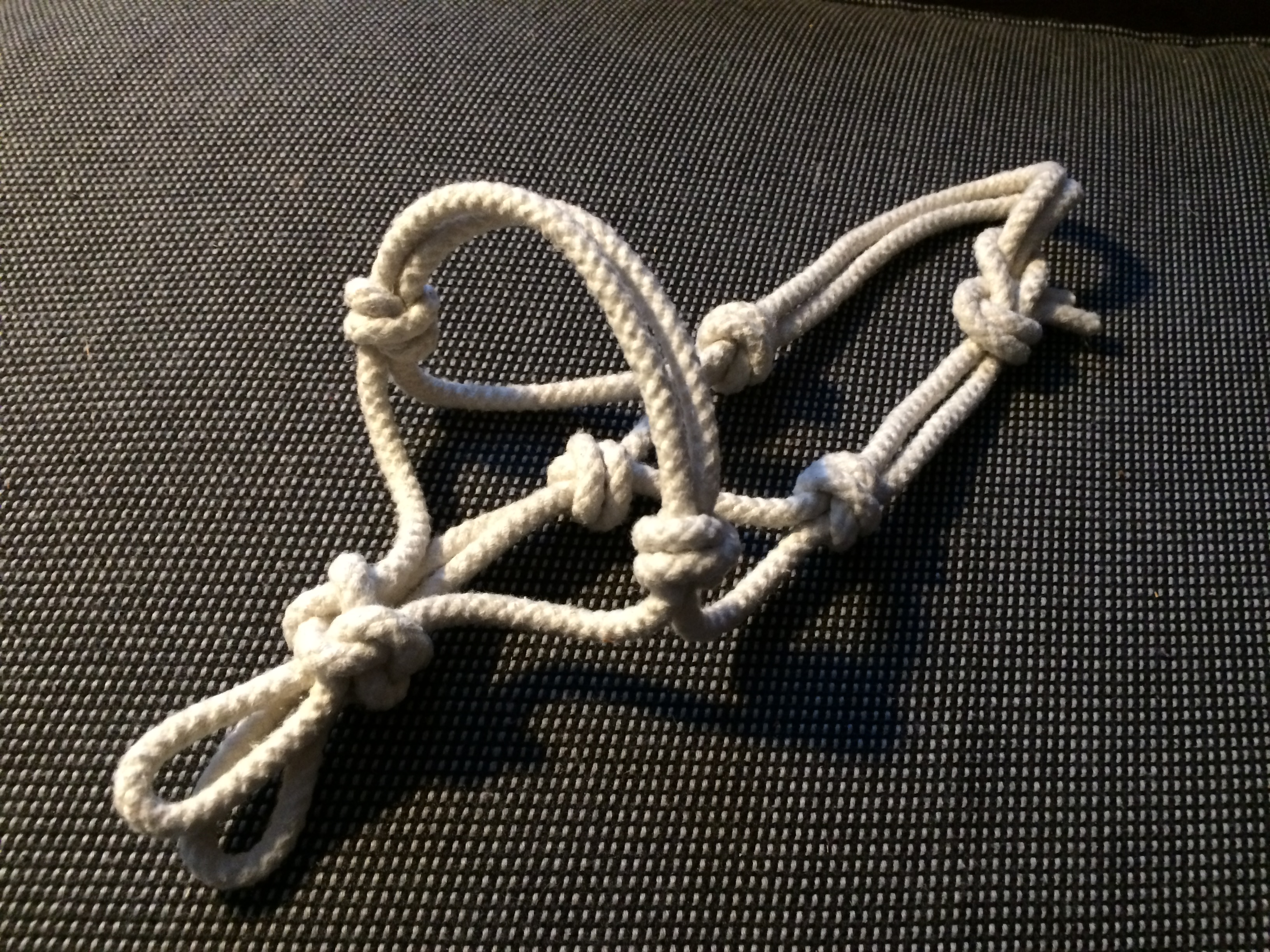
Knotenhalfter
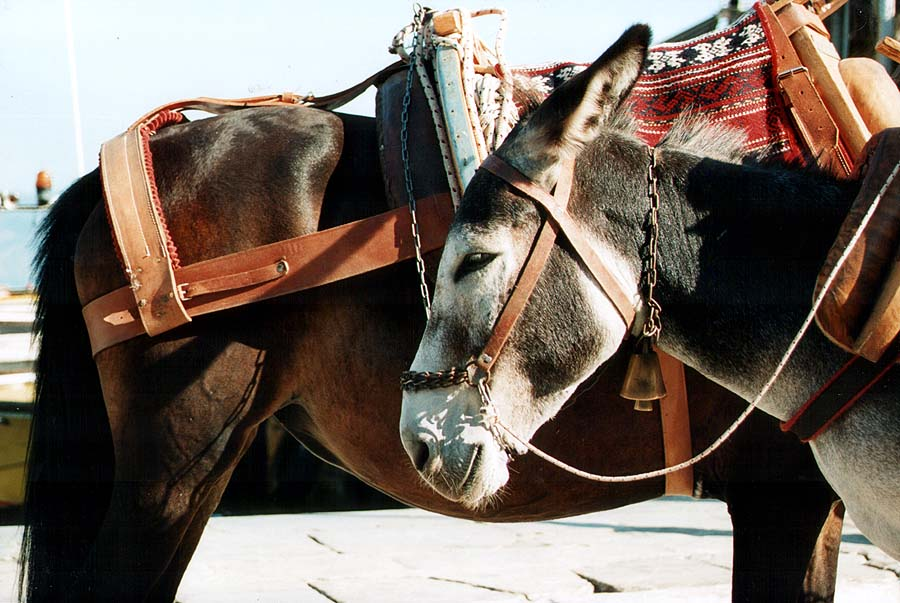
Esel mit halfterähnlichem Kopfgestell zum Fahren
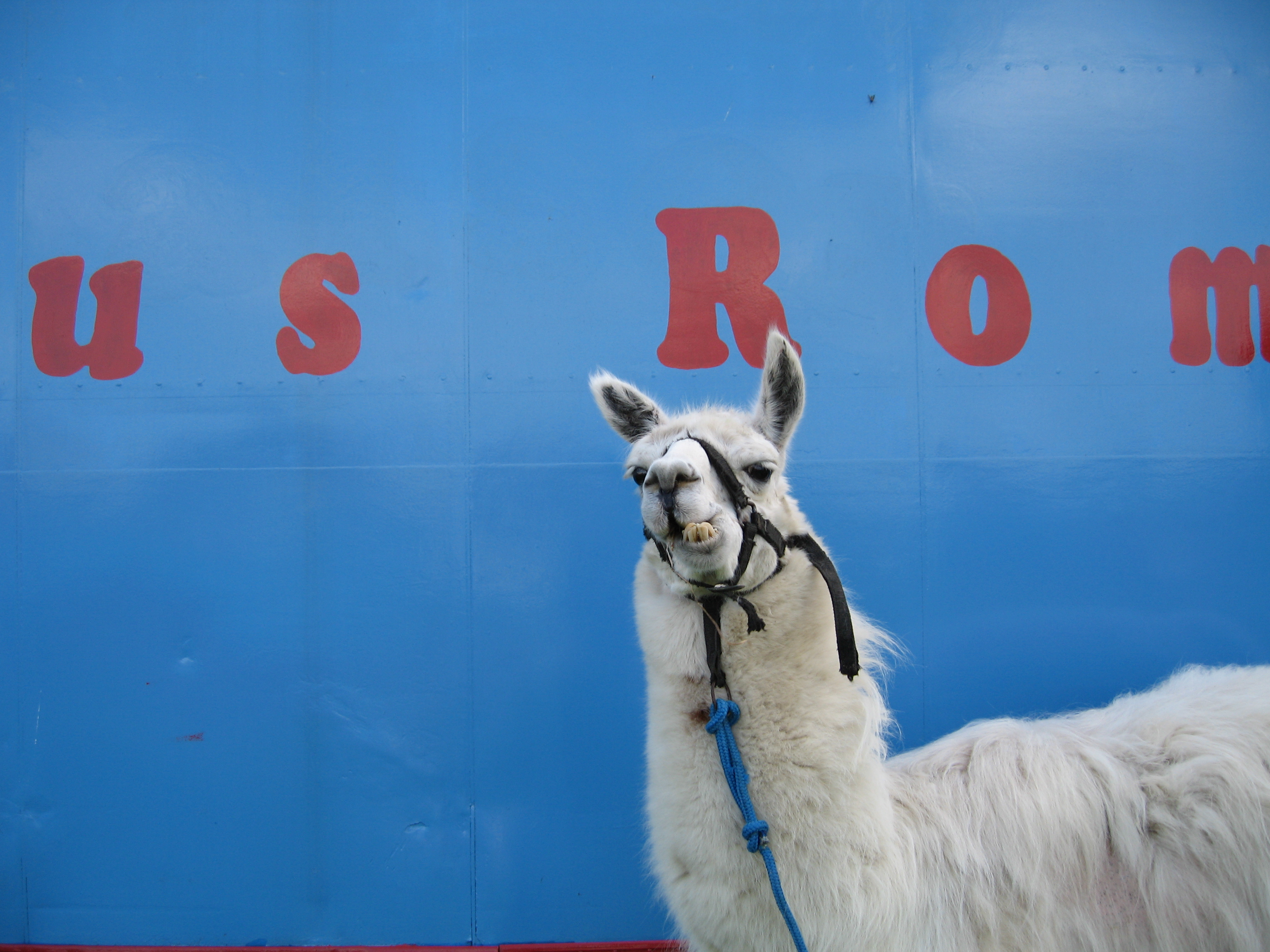
Lama mit Halfter
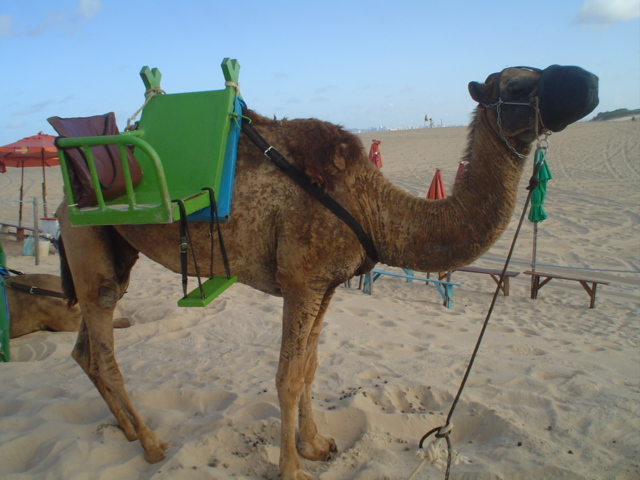
Dromedar mit Führhalfter
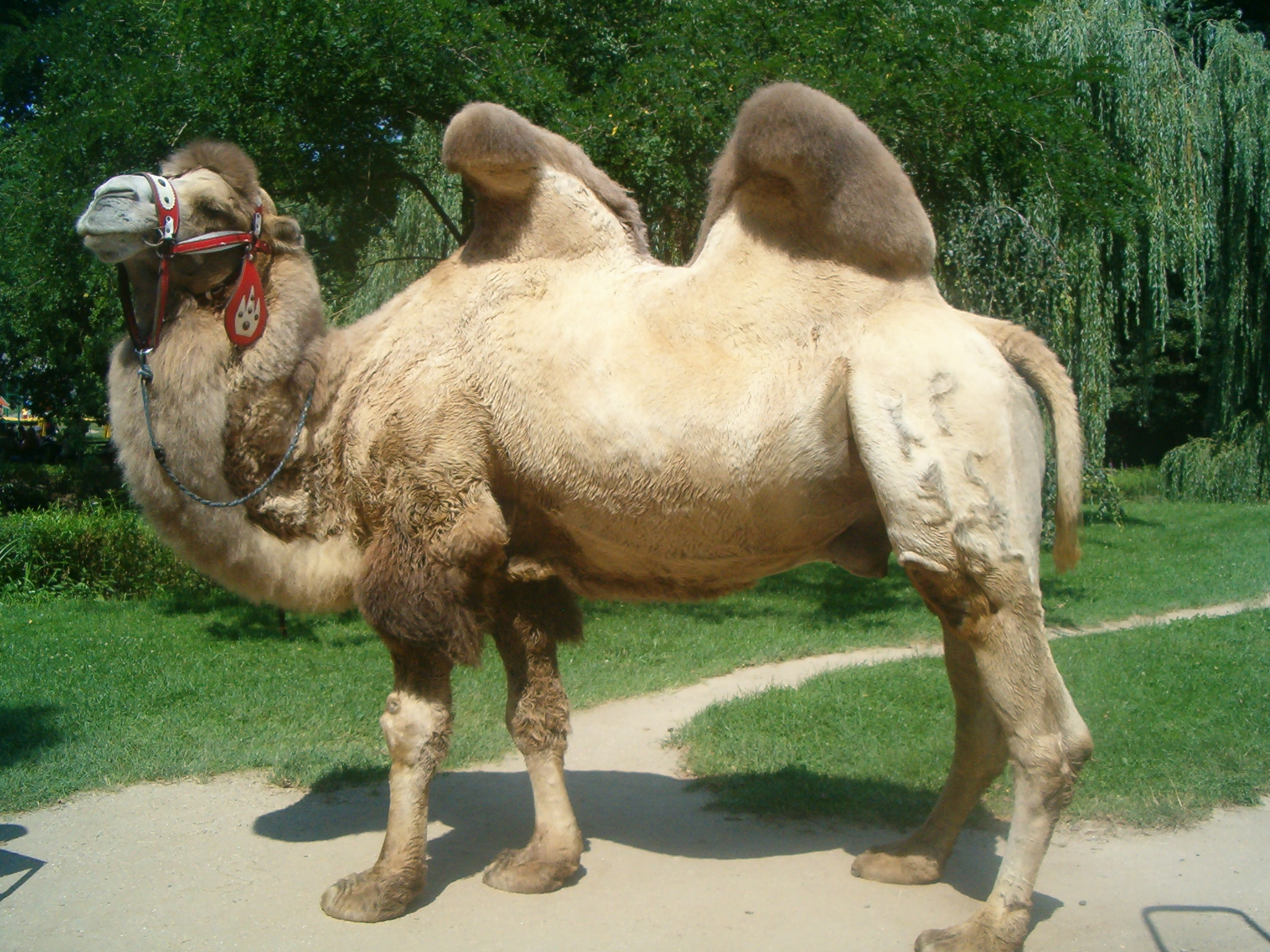
Trampeltier mit Reithalfter
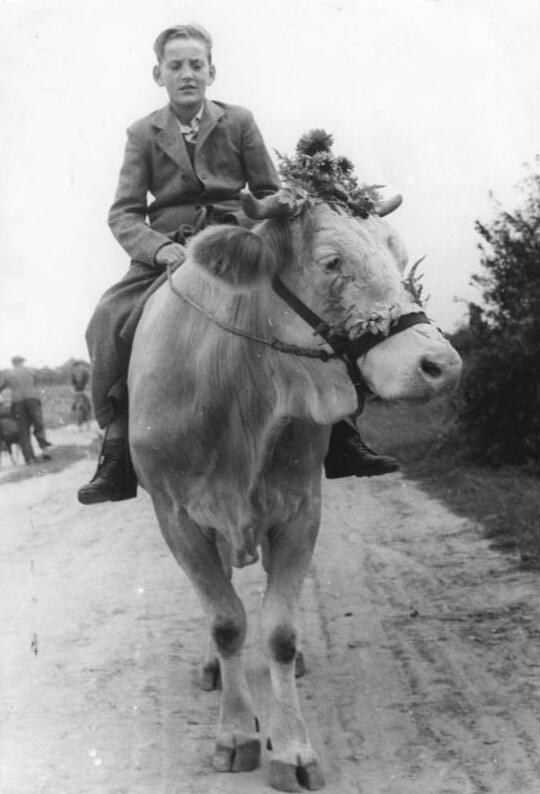
Kuh mit Reithalfter beim Erntedankfest